# Pescador de hombres
Pescador de hombres es el título de una canción religiosa compuesta en 1974 por el sacerdote y compositor español Cesáreo Gabaráin, también conocida como Tú has venido a la orilla. El autor la escribió como resultado de su visita a Galilea, y se convirtió rápidamente en una de las preferidas de la Iglesia Católica a nivel mundial. Su letra se inspiró en el pasaje del Evangelio de Lucas en el cual, tras la pesca milagrosa, Jesús de Nazaret le anuncia a Simón Pedro que será pescador de hombres, y él y sus compañeros, dejándolo todo, lo siguieron (Lucas 5:1-11). La expresión «pescadores de hombres» también está presente en pasajes de los otros dos evangelios sinópticos, el Evangelio de Mateo (Mateo 4:18-20), y el de Marcos (Marcos 1:16-18). El polaco Stanisław Szmidt escribió la versión polaca, y Gertrude C. Suppe, George Lockwood y Raquel Gutiérrez-Achon una de las varias versiones inglesas. La canción fue incluida en libros de cánticos litúrgicos de distintas denominaciones cristianas.
La canción era una de las preferidas del papa Juan Pablo II, y tras su muerte fue cantada frecuentemente en Polonia en recuerdo suyo.
La canción ocupó el 17º lugar en una encuesta de preferencias sobre cantos litúrgicos realizada en línea por la National Association of Pastoral Musicians (EE. UU.), en la que cada encuestado podía votar por una sola canción, sin sugerirse una lista de referencia. En la encuesta participaron más de 3000 personas. Pescador de hombres se ubicó por delante de himnos tradicionales reconocidos como Ave verum corpus y Tantum ergo.

## Letra

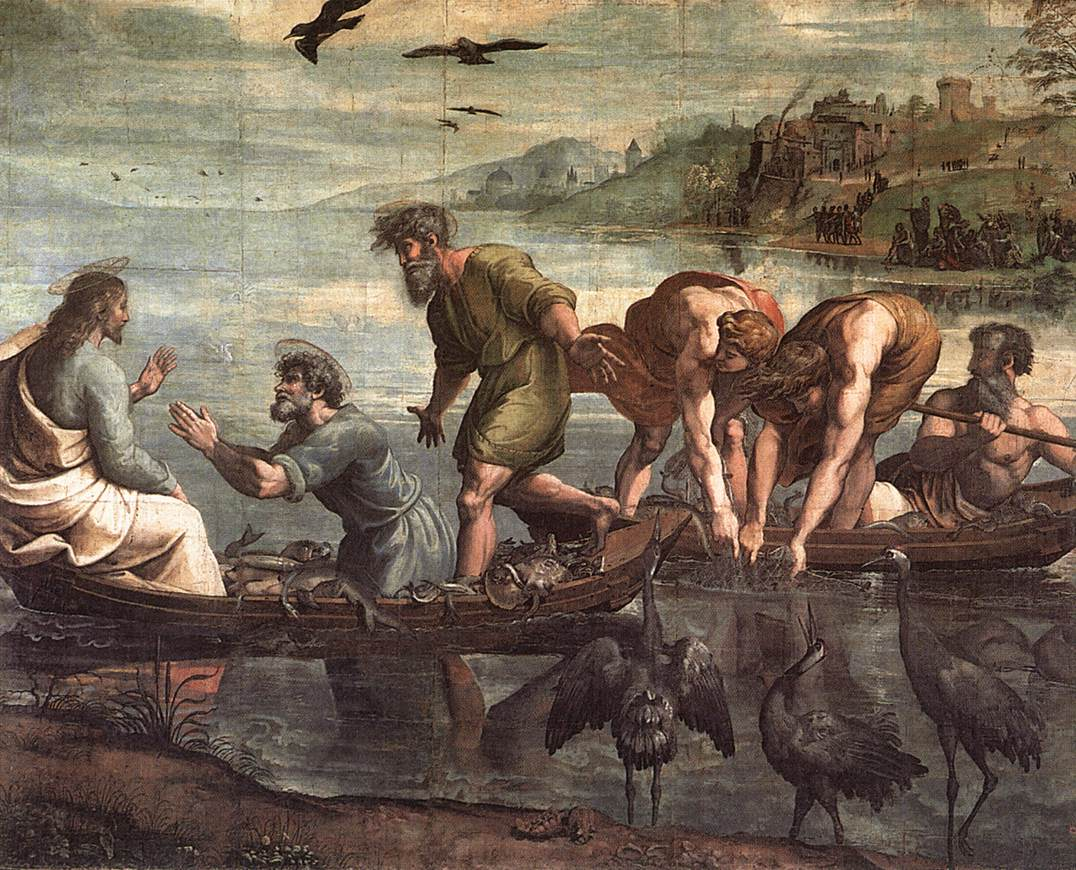
La pesca milagrosa (1515), el primero de los cartones de Rafael. Representa la escena evangélica en que Jesús de Nazaret le dice a Simón Pedro: «No temas, desde ahora serás pescador de hombres».

Tú has venido a la orilla,

No has buscado ni a sabios ni a ricos.

Tan sólo quieres que yo te siga. 

Señor, me has mirado a los ojos,

Sonriendo has dicho mi nombre.

En la arena he dejado mi barca:

Junto a Ti buscaré otro mar.

Tú sabes bien lo que tengo,

En mi barca no hay oro ni espadas,

Tan sólo redes y mi trabajo.

Señor, me has mirado a los ojos,

Sonriendo has dicho mi nombre.

En la arena he dejado mi barca:

Junto a Ti buscaré otro mar.

Tú necesitas mis manos,

Mi cansancio que a otros descanse,

Amor que quiera seguir amando.

Señor, me has mirado a los ojos,

Sonriendo has dicho mi nombre.

En la arena he dejado mi barca:

Junto a Ti buscaré otro mar.

Tú, pescador de otros lagos,

Ansia eterna de almas que esperan.

Amigo bueno que así me llamas.

Señor, me has mirado a los ojos,

Sonriendo has dicho mi nombre.

En la arena he dejado mi barca:

Junto a Ti buscaré otro mar.